# Arkadiusz Koniecki
Arkadiusz Koniecki (Świebodzice, 18 novembre 1947) è un ex cestista e allenatore di pallacanestro polacco.

## Carriera
Ha guidato la Polonia ai Campionati europei del 1991.

## Palmarès
- Campionato polacco: 2

Śląsk Breslavia: 1986-87, 1995-96